# Windsheimer Bucht
Die Windsheimer Bucht bezeichnet eine geomorphologische Formation, entstanden in der Variszischen Gebirgsbildung. Sie ist geographisch der Überregion Südwestdeutsches Schichtstufenland zuzuordnen. Die Windsheimer Bucht ist dabei der südwestliche Teil der Bucht von Neustadt a.d. Aisch, von wo sie sich aus keilförmig zwischen Iphofen und Burgbernheim in die Keuperlandstufe schiebt und den Steigerwald von der Frankenhöhe trennt. Im Westen öffnet sie sich zur mainfränkischen Gäulandschaft.

## Berge
- Mühlbuck (391 m) südlich von Neuherberg
- Tannenbuck (384 m) westlich von Ergersheim